# Bermuda-Dollar
Der Bermuda-Dollar ist die  Währung auf Bermuda. Der Bermuda-Dollar hat einen festen Umrechnungskurs von 1 BMD = 1 US-Dollar. Der US-Dollar kann in Bermuda gleichberechtigt als Zahlungsmittel verwendet werden.

## Scheine
Scheine existieren zu 2, 5, 10, 20, 50 und 100 Dollar.

## Münzen
Münzen existieren zu 1, 5, 10, 25 und 50 Cent, sowie zu 1 Dollar.